# Hanna-Barbera
Hanna-Barbera Productions, Inc.  anteriormente conocida como  HB Enterprises , Hanna-Barbera Productions, Inc. , HB Production Co., fue un estudio de animación estadounidense que estuvo activa desde 1957 hasta su absorción por Warner Bros. Animation en 2001. 
Fue fundada en 1957 por los creadores de Tom y Jerry y antiguos empleados de MGM Cartoons William Hanna y Joseph Barbera, en asociación con el director de películas George Sidney,  con el nombre de H-B Enterprises, con la cual se dedicaron a la producción de comerciales de televisión, tuvo su sede en Los Ángeles en los Kling Studios de 1957 a 1960, luego en Cahuenga Boulevard de 1960 a 1998, y posteriormente en la Sherman Oaks Galleria en Sherman Oaks de 1998 a 2001.
Entre las producciones de la compañía se destacan El Show de Huckleberry Hound, las versiones, largometrajes y otros formatos de Los Picapiedra, El Oso Yogi y Scooby-Doo, los créditos iniciales de Hechizada y Los Pitufos. Gracias a estas producciones, Hanna-Barbera compitió con Disney como el estudio de animación más exitoso a nivel mundial, con sus personajes presentes en numerosos formatos y una amplia gama de productos de consumo los cuales, se convirtieron en iconos de la cultura popular estadounidense. De hecho, las primeras producciones del estudio entre las décadas de 1950 y 1960 fueron revaluadas, siendo relacionadas como una mezcla entre las animaciones teatrales de los estudios de Warner Bros. y UPA.
En 1991, la compañía fue comprada por Turner Broadcasting, con el objetivo de usar los cerca de 300 dibujos animados del estudio para su nuevo canal de televisión por cable llamado Cartoon Network.  A finales de los años 1990, Turner ordenó a Hanna-Barbera crear nuevas series animadas para Cartoon Network. 
En 1997, Time Warner, los actuales dueños del imperio Hanna-Barbera, cerraron el estudio ubicado en Cahuenga Boulevard en Hollywood y trasladaron a los empleados a Warner Bros. en Burbank. Con la muerte de Hanna en 2001, Hanna-Barbera fue absorbido por Warner Bros. Animation, y Cartoon Network Studios asumió la producción de las series de Cartoon Network. El nombre Hanna-Barbera es utilizado hoy en día solo para promocionar series "clásicas", como Los Picapiedra.

## Historia

### Tom y Jerryy el nacimiento de una empresa (1938-1957)

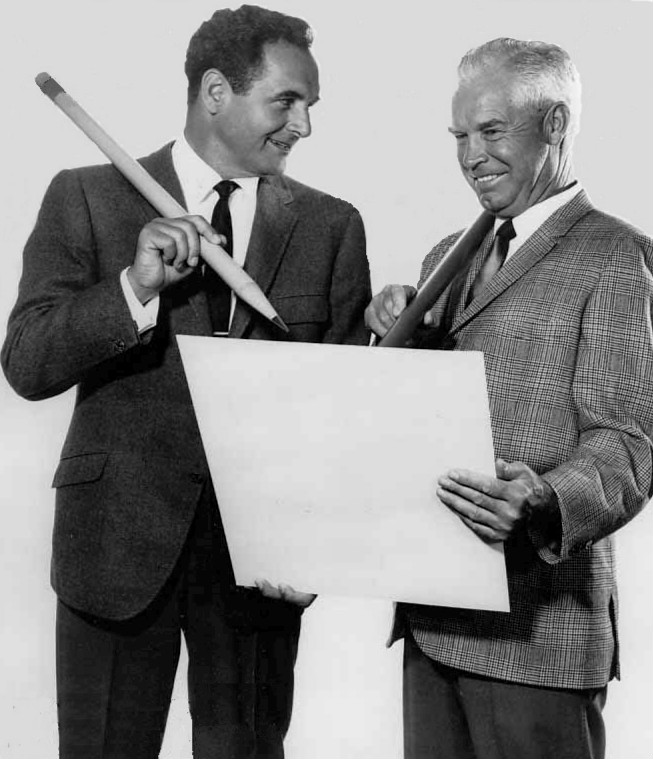
William Hanna (derecha) y Joseph Barbera (izquierda) vistos en una foto de 1965.

William Denby "Bill" Hanna y Joseph Roland "Joe" Barbera se conocieron en los estudios Metro-Goldwyn-Mayer (MGM) en 1938, mientras trabajaban en su unidad de animación. Su primer proyecto como directores fue el crear un cortometraje animado titulado Puss Gets the Boot (1940), que sirvió como la primera aparición de los personajes Tom y Jerry.
Hanna supervisó la animación,  mientras que Barbera se encargó de las historias y la preproducción. Siete de los 114 dibujos animados ganaron siete premios Óscar al "Mejor Cortometraje" entre 1943 y 1953, y otros cinco cortometrajes fueron nominados a doce premios durante este mismo período. Sin embargo, estos fueron otorgados al productor Fred Quimby, quien no participó en el desarrollo de los cortos. 
Hanna, Barbera, y el director de MGM George Sidney formaron H-B Enterprises en 1944 mientras seguían trabajando para el estudio, y usaron la otra compañía para trabajar en proyectos complementarios, incluyendo comerciales de televisión y los créditos originales de I Love Lucy. 
También participaron en las realización de las secuencias de Anchors Aweigh, Dangerous When Wet y Invitation to the Dance así como los cortometrajes Swing Social, Gallopin' Gals, The Goose Goes South, Officer Pooch, War Dogs y Good Will to Men. Tras la jubilación de Quimby en mayo de 1955, Hanna y Barbera asumieron el cargo de productores responsables de la sección de animación del estudio MGM. 
Además de seguir escribiendo y dirigiendo nuevos cortos de Tom y Jerry, ahora en CinemaScope, Hanna y Barbera supervisaron los últimos siete cortos de la serie Droopy del director Tex Avery y produjeron y dirigieron la efímera Spike and Tyke, que tuvo dos entregas. 
Después de una racha de galardones en la que Hanna y Barbera ganaron ocho premios Óscar, MGM cerró su estudio de animación en 1957, ya que consideraba que había acumulado una considerable cantidad de cortometrajes pendientes de reedición.  Durante su último año en MGM, desarrollaron un concepto para un nuevo programa animado de televisión sobre un gato y un perro. 

Tom & Jerry, creados por William Hanna y Joseph Barbera para el cortometraje Puss Gets the Boot (1940).

Después de no conseguir que el estudio respaldara su proyecto, George Sidney, quien había colaborado con Hanna y Barbera en varias películas para MGM, se propuso como socio comercial y logró persuadir a Screen Gems para firmar un acuerdo con los productores.  Hanna y Barbera contrataron a la mayoría de los empleados de MGM para H-B Enterprises. Para obtener presupuesto y producir sus dibujos animados, Hanna-Barbera hizo un trato con la división televisiva Screen Gems de Columbia Pictures donde recibirían capital a cambio de derechos de distribución. Harry Cohn, presidente y director de Columbia Pictures, adquirió el 18% de H-B Enterprises  aportando capital de explotación.
Screen Gems pasó a ser el nuevo distribuidor y agente de licencias, encargándose de la comercialización de los personajes de los programas animados,  cuando la empresa de animación inauguró oficialmente sus oficinas en el lote de Kling Studios (anteriormente conocido como Charlie Chaplin Studios) el 7 de julio de 1957, un año después del cierre del estudio de animación de MGM. 
Sidney y varios ex empleados de Screen Gems se unieron a la junta directiva del estudio, mientras que gran parte del antiguo equipo de animación de MGM, como los animadores Carlo Vinci, Kenneth Muse, Lewis Marshall, Michael Lah y Ed Barge, así como los artistas de diseño Ed Benedict y Richard Bickenbach, se incorporaron al nuevo personal de producción.  Por su parte, Hoyt Curtin asumió la responsabilidad de componer la música. 

### Éxito con las series animadas (1957-1969)

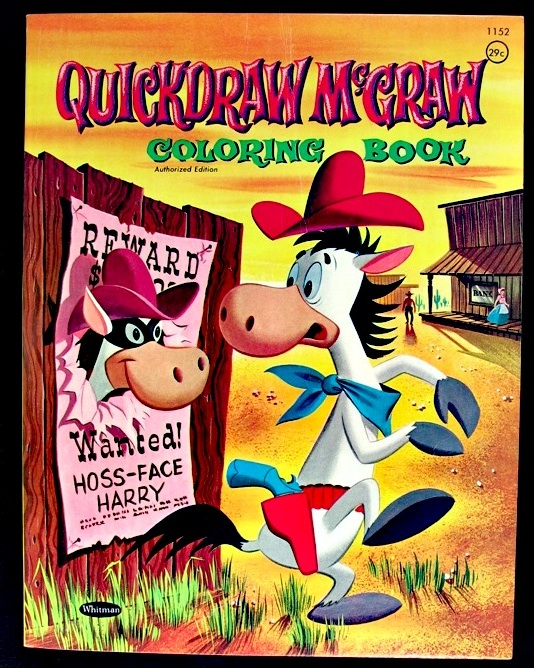
Tiro Loco McGraw, uno de los primeros y más recordados personajes creados por los estudios.

El estudio decidió especializarse en animación para televisión, y su primera serie fue The Ruff & Reddy Show, que se estrenó en NBC en diciembre de 1957,  un año después, en 1958, debutó El Show de Huckleberry Hound, que se emitió en la mayoría de los países y se convirtió en la primera serie de animación en ganar un Emmy. Varios excolaboradores de estudios de animación se unieron al equipo, destacando los guionistas de Warner Bros. Cartoons, Michael Maltese y Warren Foster, quienes se convirtieron en los guionistas principales; Joe Ruby y Ken Spears, como editores de cine; e Iwao Takamoto, como diseñador de personajes. 
En 1959, H-B Enterprises fue renombrada Hanna-Barbera Productions, y se convirtió en un líder dentro de la producción de animación para televisión. Aunque ha sido criticado por sus limitadas técnicas de animación, Hanna-Barbera produjo exitosas series que fueron emitidas durante las mañanas de los fines de semana por televisión. El estudio también produjo un par de proyectos para Columbia Pictures, incluyendo Loopy De Loop, una serie de cortometrajes y algunas películas basadas en sus series animadas, además de series originales como Tiro Loco McGraw. 
Walt Disney Productions despidió a varios de sus animadores tras el fracaso en taquilla de La Bella Durmiente (1959) durante su estreno en cines, y muchos de ellos se trasladaron a Hanna-Barbera poco después. En agosto de 1960, el estudio se mudó a un edificio de bloques de hormigón sin ventanas en 3501 Cahuenga Boulevard West en West Hollywood (California). 

Los Picapiedra fue la primera serie animada en horario de máxima audiencia

Los Picapiedra se estrenó en ABC el 30 de septiembre de 1960, convirtiéndose en la primera serie animada en transmitirse en horario de máxima audiencia. La serie, que se basa libremente en la comedia de televisión The Honeymooners (1955-1956), está ambientada en una Edad de Piedra ficticia con cavernícolas y dinosaurios. Jackie Gleason pensó en demandar a Hanna-Barbera por infracción de derechos de autor, pero optó por no hacerlo, ya que no quería ser conocido como "el hombre que sacó a Pedro Picapiedra del aire". Durante seis temporadas, se convirtió en el programa animado más longevo en horario de máxima audiencia en Estados Unidos en ese momento (hasta que Los Simpsons lo superaron en 1997), siendo un éxito tanto en audiencia como en merchandising, y el programa animado más visto en la historia de la sindicación. Aunque recibió críticas mixtas al principio, su reputación creció con el tiempo y hoy se considera un clásico. 
El episodio de Los Picapiedras, "The Blessed Event", estrenado el 22 de febrero de 1963, que mostraba el nacimiento de Pebbles, fue el episodio de mayor audiencia en la historia del programa.

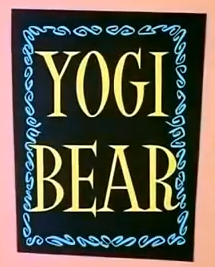
El Show del Oso Yogi, estrenado en 1961, fue una de las primeras series de Hanna-Barbera en alcanzar gran popularidad, destacándose por su personaje principal, Yogi, quien se inspiró en el cómico personaje de la cultura popular estadounidense, Yogi Berra.

Pronto se unieron El Show del Oso Yogi, Don Gato y su Pandilla, La Nueva Serie de Dibujos Animados de Hanna-Barbera (que incluía a El Lagarto Juancho, Tortuga D'Artagnan, y Leoncio el león y Tristón) y Los Supersónicos en 1961 y 1962. También se produjeron varios anuncios televisivos animados, frecuentemente protagonizados por sus propios personajes, como los comerciales de cereales Pebbles para Post, así como los créditos iniciales de Embrujada, en los que aparecían caricaturas animadas de Samantha y Darrin. Estas representaciones fueron reutilizadas en el episodio "Samantha" de la sexta temporada de Los Picapiedra.
En 1963, las operaciones de Hanna-Barbera se mudaron al 3400 de Cahuenga Boulevard West, en Hollywood Hills. Este moderno edificio de oficinas fue diseñado por el arquitecto Arthur Froehlich y su estilo ultramoderno incluía un exterior de celosía esculpida, un foso, fuentes y una torre inspirada en Los Supersónicos. En 1964 y 1965, se estrenaron Maguila Gorila, Jonny Quest, Pepe Pótamo, La Hormiga Atómica y Inspector Ardilla.
La asociación con Screen Gems duraría hasta 1965, cuando Hanna y Barbera anunciaron la venta de su estudio a Taft Broadcasting. La compra de Hanna-Barbera por parte de Taft se retrasó un año debido a una demanda presentada por la familia de Cohn, compuesta por su esposa Joan Perry y sus hijos John y Harrison Cohn, quienes consideraban que el estudio había subvalorado la participación del 18% de los Cohn cuando se vendió unos años antes. 
En 1966, se lanzaron Frankenstein Jr y El Fantasma del Espacio. Para diciembre de ese mismo año, el conflicto legal se resolvió. Finalmente, Taft compró Hanna-Barbera por 12 millones de dólares e incorporó el estudio a su estructura corporativa en 1967 y 1968, asumiendo también su distribución. Hanna y Barbera continuaron al frente del estudio, mientras que Screen Gems mantuvo los derechos de licencia y distribución de los dibujos animados previos, así como las marcas registradas de los personajes, hasta las décadas de 1970 y 1980. 
Entre 1967 y 1969, se estrenaron series como Shazzan, The Banana Splits, Los Autos Locos y sus derivados (El Escuadrón Diabólico y Los Peligros de Penélope Glamour), así como Los Catedráticos del Ritmo. El sello discográfico y musical del estudio, Hanna-Barbera Records, fue dirigido por Danny Hutton y distribuido por Columbia. Colpix lanzó discos infantiles con los personajes del estudio. Además, Hanna-Barbera se asoció con la Oficina Católica Nacional de Radio y Televisión para producir 26 películas animadas de media hora en 1970, aunque este proyecto nunca llegó a concretarse.

### Misterios, spin-offs y más (1969-1979)
Entre 1969 y 1983 aproximadamente, Hanna-Barbera Productions fue el estudio de animación para televisión más exitoso del mundo, dedicado especialmente a la creación de series para los sábados por la mañana. Los ingresos de la compañía disminuyeron cuando los horarios de la tarde se volvieron más populares en el ámbito de los dibujos animados.

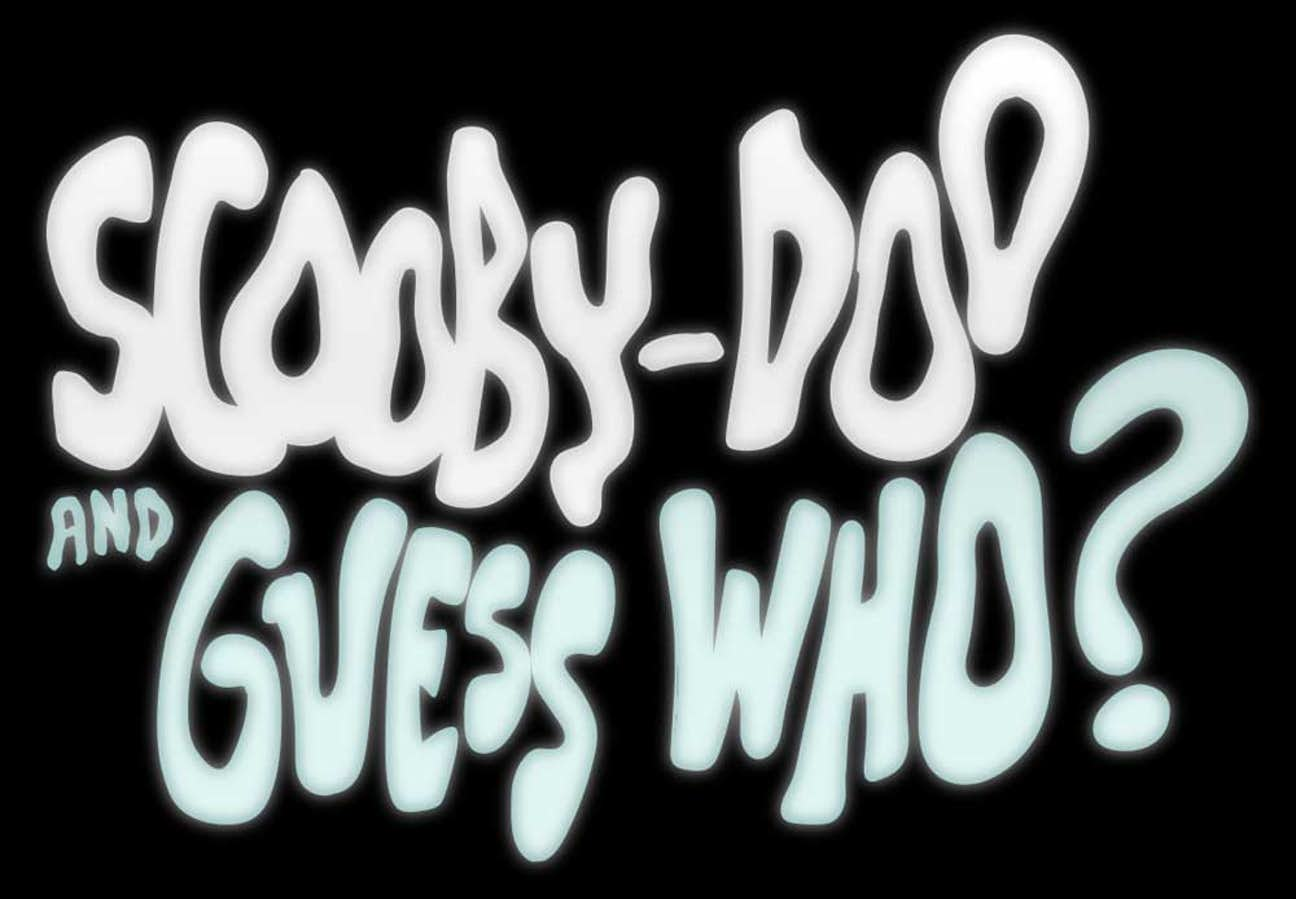
Scooby-Doo and Guess Who? es una serie animada estrenada en 1969, creada por Hanna-Barbera, que introdujo el formato clásico de un grupo de adolescentes y su perro resolviendo misterios aparentemente sobrenaturales

La serie animada Scooby-Doo, ¿Dónde Estás? debutó en CBS el 13 de septiembre de 1969, combinando misterio, comedia y acción con influencias de programas como I Love a Mystery y The Many Loves of Dobie Gillis.  Durante dos temporadas, la serie siguió a cuatro adolescentes Shaggy Rogers, Vilma Dinkley, Daphne Blake y Fred Jones y un perro, Scooby Doo, resolviendo misterios sobrenaturales. Se convirtió en una de las creaciones más exitosas de Hanna-Barbera, dando origen a numerosos spin-offs, como Las Nuevas Películas de Scooby-Doo, Scooby-Doo and Scrappy-Doo, Los 13 fantasmas de Scooby-Doo y muchos otros, producidos de manera regular hasta la década de 1990. 
Durante la década de 1970, la mayoría de los dibujos animados estadounidenses eran producidos por el estudio, teniendo solo como competencia a Filmation y DePatie-Freleng Enterprises, y ocasionalmente especiales animados de Rankin/Bass, Chuck Jones, y Peanuts de Bill Meléndez. Josie and the Pussycats, El Fantasma Revoltoso, El Clan Chan, El superveloz Buggy Buggy, Butch Cassidy y los Sundance Kids, Goober y los Cazafantasmas, Pulgarcito, investigador privado, Clue Club, Mandibulín, Capitán Cavernícola y The New Shmoo se basaron en el modelo de resolución de misterios establecido por Scooby-Doo, con otros programas centrados en adolescentes que resuelven misterios con una mascota cómica de alivio.

Las nuevas películas de Scooby-Doo (1972) fue una serie que amplió la fórmula clásica de Scooby-Doo al incluir celebridades como invitados especiales, quienes se unían a la pandilla para resolver misterios.

A partir de 1971, numerosos programas derivados de Hanna-Barbera llegaron a la radio, incluyendo The Pebbles and Bamm-Bamm Show, que presentaba a los hijos adolescentes de Pedro Picapiedra y Pablo Marmol, así como The Flintstone Comedy Hour, El Show de Tom y Jerry, The New Fred and Barney Show y los programas "all-star" como Yogi's Gang, Laff-A-Lympics, Yogi's Space Race y Galaxy Goof-Ups.
En 1971, Hanna-Barbera se asoció con Avco Broadcasting Corporation, una empresa que había sido competidora de su entonces propietario Taft en los mercados de Columbus y Cincinnati, para producir dos especiales de vacaciones destinados a la sindicación. En 1972, Hanna-Barbera inauguró un estudio de animación en Australia, y en 1974, el Grupo Hamlyn adquirió el 50% de participación en la compañía.
Hamlyn fue adquirida por James Hardie Industries, y en 1988, Hanna-Barbera Australia fue comprada a Hardie y Taft, cambiando su nombre a Southern Star Group, que más tarde se convertiría en Endemol Shine Australia, parte de Banijay Entertainment. Por otro lado, Los Super Amigos, una serie de acción y aventuras basada en la Liga de la Justicia de América de DC Comics y la primera de varias versiones de la franquicia, se estrenó en ABC el 8 de septiembre de 1973. La producción se reanudó en 1976, y la serie se mantuvo en ABC hasta 1985, incluyendo entregas como The All-New Super Friends Hour, Challenge of the Superfriends y The World's Greatest Super Friends.

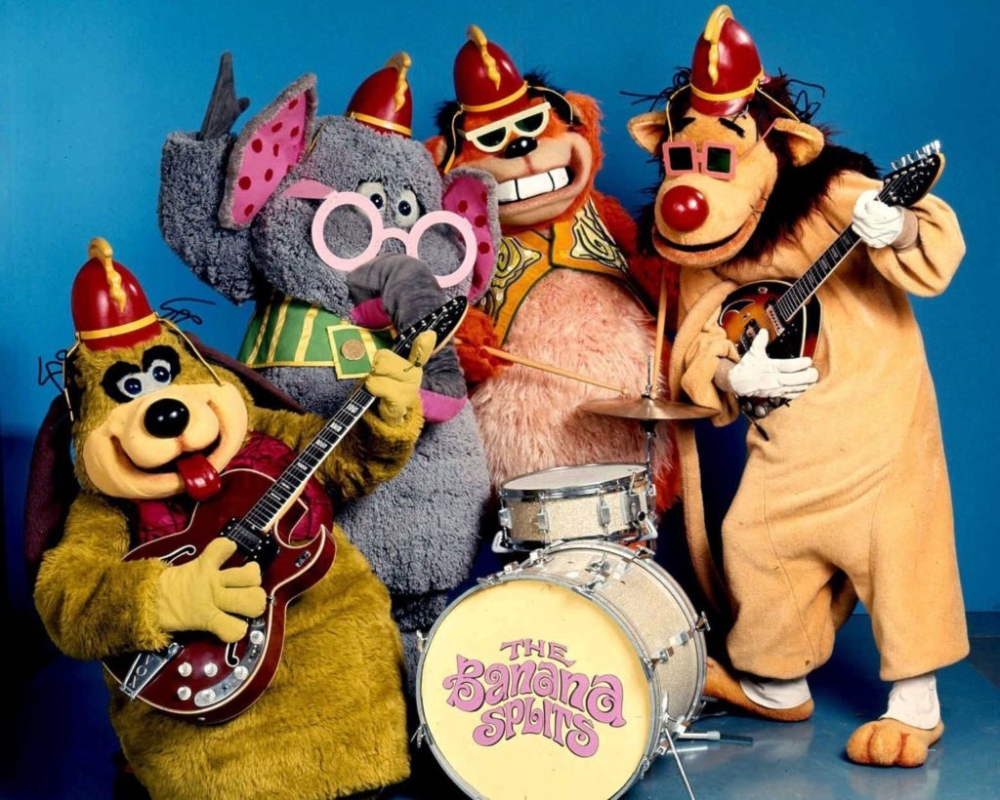
Los Banana Splits fue un programa de televisión de Hanna-Barbera que debutó en 1968, combinando comedia, música y sketches protagonizados por un grupo de animales antropomórficos, convirtiéndose en un éxito cultural de los años 60.

Mientras Hanna-Barbera emitía series como Help!... It's the Hair Bear Bunch!, Laboratorio Submarino 2020, Wait Till Your Father Gets Home y Hong Kong Phooey, el estudio incursionó en el cine con Charlotte's Web (1973), una adaptación animada del libro homónimo de E. B. White. La película fue una coproducción con Sagittarius Productions y distribuida por Paramount Pictures. Se estrenó el 1 de marzo de 1973 en Estados Unidos, tras una premiere en el Radio City Music Hall el 22 de febrero del mismo año. Aunque recibió una acogida crítica y comercial moderada, con el tiempo se convirtió en una obra de culto. Fue la primera de solo cuatro películas de Hanna-Barbera que no se basaron en sus series animadas televisivas, siendo las otras tres C.H.O.M.P.S. (1979), Heidi's Song (1982) y Once Upon a Forest (1993).
Con la mayor parte de la animación televisiva estadounidense de la segunda mitad del siglo XX producida por Hanna-Barbera, con series como Los Osos Mañosos, Buford and the Galloping Ghost, La Nueva Hora de Popeye, Godzilla y Casper y los Ángeles. Su principal competencia en ese período provenía de estudios como Filmation y DePatie-Freleng. Tras el fracaso de Uncle Croc's Block, el entonces presidente de ABC, Fred Silverman, decidió ceder a Hanna-Barbera la programación de los sábados por la mañana, fortaleciendo aún más su presencia en la televisión infantil. 
A partir de mediados de la década de 1960, Hanna-Barbera comenzó a producir nuevo contenido de acción en vivo y combinaciones de acción en vivo con animación. En 1975, el exejecutivo de MGM, Herbert F. Solow, se incorporó a la compañía para establecer una división de acción en vivo llamada Hanna-Barbera Television, destinada a la producción de programas para el horario de máxima audiencia.  Esta unidad se separó en 1976, transformándose en Solow Production Company. 
Al igual que el resto de la industria de la animación en Estados Unidos, Hanna-Barbera comenzó a reducir su producción interna a finales de la década de 1970 y principios de la de 1980. Durante la emisión de El Show de Simiolón y The Mumbly Cartoon Show, Joe Ruby y Ken Spears colaboraron con Hanna-Barbera en 1976 y 1977 como ejecutivos de ABC, desarrollando nuevos proyectos animados. Posteriormente, en 1977, dejaron la compañía para fundar su propio estudio, Ruby-Spears Enterprises, con Filmways como empresa matriz. En 1979, Taft Broadcasting adquirió Worldvision Enterprises, que pasó a ser el nuevo distribuidor de los contenidos de Hanna-Barbera.

### Disminución del control y la erade los Pitufos(1980-1991)
En 1980 y 1981, Hanna-Barbera estrenó varias series, incluyendo Super Amigos, Los Fonz y la Banda de Happy Days, Las aventuras de Ricky Ricón, La Hora de los Picapiedra, Estrellas del Espacio, El Show del Koala Kwicky, Trollkins y Laverne and Shirley in the Army. Durante este período, Taft Broadcasting adquirió Ruby-Spears de Filmways, lo que llevó a su integración como una compañía hermana de Hanna-Barbera. Como resultado, varias series de principios de la década de 1980 fueron producidas en colaboración entre ambas compañías. 
Mientras estudios como Filmation, Sunbow Productions, Marvel Productions, Rankin/Bass, Saban Entertainment y otros presentaban exitosas series animadas sindicadas, incluyendo algunas basadas en propiedades licenciadas, Hanna-Barbera comenzó a quedarse atrás. Ya no dominaba el mercado de la animación televisiva como lo hacía en años anteriores, perdiendo el control sobre la programación infantil, que pasó de representar el 80% del mercado al 20%. 

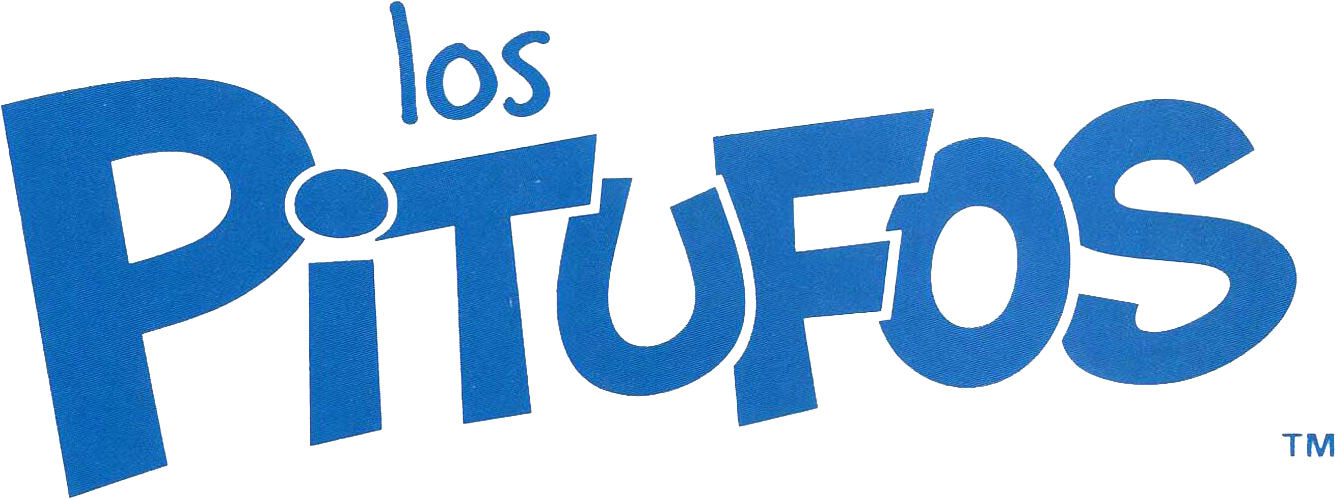
Los Pitufos, adaptados por Hanna-Barbera de la famosa serie de cómics belga de Peyo, debutaron en 1981 y se convirtieron en un éxito de audiencia, destacándose como una de las series más longevas de los sábados por la mañana en la televisión estadounidense

Los Pitufos, adaptación del cómic belga de Peyo y centrado en un grupo de pequeñas criaturas azules lideradas por Papá Pitufo, debutó en NBC el 12 de septiembre de 1981. La serie se emitió durante nueve temporadas hasta el 2 de diciembre de 1989, convirtiéndose en la serie de dibujos animados de los sábados por la mañana de mayor duración en la historia de la transmisión, logrando un éxito de audiencia significativo, siendo el programa de mayor audiencia en ocho años y el más alto para la NBC desde 1970. A esta serie le siguieron programas como The Gary Coleman Show, Shirt Tales, Pac-Man, The Little Rascals, The Dukes, Monchhichis y The Biskitts en 1982 y 1983.
Tras la huelga de 1982, Hanna-Barbera comenzó a subcontratar más dibujos animados a estudios como Cuckoo's Nest Studios, Mr. Big Cartoons, Toei Animation y Fil-Cartoons en Australia y Asia, los cuales proporcionaron servicios de producción al estudio hasta el final de su existencia.  Durante este período, se estrenaron series como El Desafío de los GoBots, La Pantera Rosa y sus Hijos, Super Amigos: El Show de los Super Poderes Legendarios, Snorks, La Más Grandiosa de las Aventuras: Pasajes de la Biblia, Galtar and the Golden Lance, La Caza del Tesoro de Yogi, The Super Powers Team: Galactic Guardians, Los 13 Fantasmas de Scooby-Doo y Paw Paws entre 1984 y 1985.

A Pup Named Scooby-Doo, estrenada en 1988, presenta a los personajes de Scooby-Doo en su versión más joven, donde resuelven misterios mientras viven divertidas aventuras.

Pound Puppies, Los Picapiedra Kids, Foofur, Fuego Salvaje, Sky Commanders y Popeye and Son debutaron en 1986 y 1987. Después de que los problemas financieros afectaran a Hanna-Barbera, la American Financial Corporation adquirió Taft en 1987, rebautizándola como Great American Broadcasting. En 1988 y 1989, llegaron nuevas series como Un Cachorro Llamado Scooby-Doo, The Completely Mental Misadventures of Ed Grimley, Fantastic Max, The Further Adventures of SuperTed y Paddington Bear.
En cuanto a su expansión internacional, Hanna-Barbera Polonia, una sucursal de la compañía en Polonia, fue fundada para promocionar y distribuir contenido animado de HB. Esta filial es conocida por la publicación de cintas VHS en colaboración con la distribuidora musical polaca PP Polskie Nagrania, que contenían principalmente recopilaciones numeradas de programas de Hanna-Barbera. Este acuerdo perduró hasta 1993, cuando la empresa se separó y se reincorporó como Curtis Art Productions.
Great American vendió Worldvision a Aaron Spelling Productions, mientras que Hanna-Barbera y su catálogo permanecieron con ellos. Hanna-Barbera se separó de Worldvision Home Video a principios de 1989 para fundar su propia división de vídeo doméstico, Hanna-Barbera Home Video.  En enero de 1989, mientras trabajaba en Un cachorro llamado Scooby-Doo, Tom Ruegger recibió una llamada de Warner Bros. para revitalizar su departamento de animación. 
En ese período, Ruegger y varios de sus colegas dejaron Hanna-Barbera para desarrollar Tiny Toon Adventures en Warner Bros. David Kirschner, conocido por su trabajo en An American Tail y Child's Play, fue designado como el nuevo CEO de Hanna-Barbera. En 1990, la compañía firmó un acuerdo de licencia con MicroIllusions, un editor de videojuegos, para producir juegos basados en sus propiedades, como Jonny Quest y otras. 
Mientras Kirschner y el estudio formaban Bedrock Productions y Great American y ponían a la venta Hanna-Barbera y Ruby-Spears, se estrenaron varias nuevas series ese mismo año, incluyendo Patrulla de Medianoche: Aventuras en la Zona de los Sueños, Rick Moranis en Gravedale High, Tom y Jerry Kids, Las Excelentes Aventuras de Bill y Ted, Las Aventuras de Don Coyote y Sancho Panda y Despierta, Rattle y Roll. En 1991, se sumaron Los Piratas de las Aguas Oscuras, ¡Yo Yogi! y El Joven Robin Hood.

### Adquisición por Turner Broadcasting System y absorción por Warner Bros. Animation (1991-2001)
Turner Broadcasting System superó a empresas como MCA (entonces matriz de Universal Pictures), Hallmark Cards y otras grandes compañías al adquirir Hanna-Barbera, junto con Ruby-Spears, por $320 millones.  La compra se realizó a través de una empresa conjunta 50-50 entre Turner Broadcasting System y Apollo Investment Fund. El objetivo de Turner al adquirir estos activos fue lanzar una nueva red de animación dirigida a niños y audiencias jóvenes.
Scott Sassa contrató a Fred Seibert para dirigir Hanna-Barbera, quien reemplazó al equipo de Great American con nuevos animadores, directores, productores y guionistas, como Craig McCracken, Donovan Cook, Genndy Tartakovsky, David Feiss, Seth MacFarlane, Van Partible y Butch Hartman. Bajo la nueva denominación HB Production Co., surgieron series como Capitol Critters y Fish Police en 1992. Ese mismo año, Cartoon Network fue lanzado el 1 de octubre, convirtiéndose en el primer canal de animación de 24 horas, y comenzó a emitir la vasta biblioteca de clásicos de Hanna-Barbera. 
En 1993, Hanna-Barbera cambió su nombre a Hanna-Barbera Cartoons, Inc., aunque el nombre Hanna-Barbera Productions se mantuvo en uso para las propiedades previas a 1992. Turner adquirió las participaciones restantes de Apollo Investment Fund por 255 millones de dólares. Durante ese año, se estrenaron Dos Perros Tontos, Droopy, Master Detective, The New Adventures of Captain Planet y SWAT Kats: The Radical Squadron. Turner redirigió el estudio para producir nuevos programas exclusivamente para sus cadenas. 
En 1995, Bruce Johnson dejó la compañía y Dos tontos muy tontos debutó, mientras que Seibert lanzó ¡Qué caricatura! para Cartoon Network. En 1996, programas como El laboratorio de Dexter, Las verdaderas aventuras de Jonny Quest y Caverniños se estrenaron. Ese mismo año, Turner se fusionó con Time Warner (ahora Warner Bros. Discovery). Mientras Johnny Bravo y La vaca y el pollito se emitían, el estudio de Hanna-Barbera enfrentaba la demolición, ya que gran parte de su personal abandonó las instalaciones en 1997, a pesar de los esfuerzos por preservarlas. 
En 1998, tras el éxito de Las Chicas Superpoderosas, Hanna-Barbera se mudó a la Sherman Oaks Galleria en Sherman Oaks, California, donde se encontraba Warner Bros. Animation. Yo Soy la Comadreja sería su último programa en 1999. Tras la absorción de la compañía por Warner Bros. Animation, William Hanna falleció de cáncer de garganta el 22 de marzo de 2001, a los 90 años.

### Aftermath y los últimos años de Barbera (2001-2006)
Mientras que Cartoon Network Studios se hizo cargo de la producción de la programación,  el Ayuntamiento de Los Ángeles aprobó un plan para preservar la sede de Cahuenga Blvd. en mayo de 2004, permitiendo al mismo tiempo el desarrollo minorista y residencial en el sitio.
Joseph Barbera falleció por causas naturales el 18 de diciembre de 2006, a la edad de 95 años.  Warner Bros. Animation continúa produciendo nuevas producciones basadas en las propiedades de Hanna-Barbera desde entonces. Cartoon Network Studios Europe cambió su nombre a Hanna-Barbera Studios Europe en homenaje a la compañía en abril de 2021. 

## Calidad
Tanto Jay Ward como Hanna-Barbera introdujeron la animación limitada (popularizada por UPA) en sus series de televisión, empezando con Crusader Rabbit y Ruff y Reddy, como un método para reducir el costo de producción. Esto contrajo una reducción en la calidad de la animación. La solución del estudio para enfrentar a las críticas fue crear películas de mayor calidad que las series originales (Hey There, It's Yogi Bear! en 1964, Un hombre llamado Picapiedra en 1966 y The Jetsons: The Movie en 1990) y adaptaciones de otros materiales (Charlotte's Web en 1973 y Heidi's Song en 1982).
Hanna-Barbera fue uno de los estudios acusados en contribuir al empeoramiento de la calidad en la animación televisiva durante la década de 1970. Esto se debe a que fue uno de los primeros estudios de animación para televisión y los presupuestos no eran suficientes. El prejuicio a los dibujos animados como un producto solo para niños los hizo impopulares entre los ejecutivos. Por ejemplo, un episodio de 22 minutos (30 con los anuncios publicitarios) de Josie and the Pussycats en 1970 tenía un presupuesto aproximado de 45.000 dólares, equivalente a un cortometraje de 8 minutos de Tom y Jerry a principios de los años 1940. Estas limitaciones en el presupuesto tuvieron que ser combatidas con nuevas técnicas.
La animación alcanzó su punto más bajo a mediados de los años 1970, aun cuando la audiencia de las caricaturas de sábado por la mañana era buena. La antigua atención de Hanna-Barbera por el guion y los diálogos se perdió casi por completo en 1973, debido a que la producción del estudio había crecido hasta tal punto que la calidad de las historias fue dejada de lado. Durante este tiempo, la mayoría de los programas cayó en la repetición de una fórmula que funcionara bien (Scooby-Doo, los Súper Amigos o Los Pitufos). Varias técnicas se convirtieron en iconos de Hanna-Barbera, como el fondo que se repetía una y otra vez cuando los personajes caminaban o corrían, y accidentes fuera de escena (la pantalla temblaba).
Estas técnicas de animación H-B son un frecuente motivo de burla en la animación moderna (especialmente en Fantasma del Espacio de costa a costa y Harvey Birdman, abogado) y en muchos segmentos de TV Funhouse (Saturday Night Live) de Robert Smigel.

## Otros productos
A lo largo de los años, la marca Hanna-Barbera ha sido utilizada junto a sus personajes en diversos medios comerciales, sin embargo, ha sobresalido su publicación en historietas, entre ellas, la publicación hecha en los 1990 por DC Comics, y por Gold Key Comics en los 1960 y 1970, sin embargo, DC Comics hacia finales del 2015 adquirió de nuevo los derechos de publicación de historietas de los personajes de Hanna-Barbera, y la compañía empezó el 28 de enero de 2016 la gestión del proyecto titulado "Hanna-Barbera Beyond", una iniciativa por reimaginar y traer de vuelta algunos personajes de la compañía de animación y reintroducirlos con un nuevo origen, actualizado y moderno; como resultado, unas versiones serias, oscuras, y maduras han sido desde entonces publicadas: los cómics de Scooby Apocalypse, basados en las aventuras de Scooby Doo en un ambiente apocalíptico zombi, Wacky Raceland, una versión tipo Mad Max: Fury Road de Autos Locos, Los Picapiedra como si fueran creados por Seth MacFarlane y Future Quest, con un tono de los cómics de ciencia ficción de los años 1940 y 1950.
El 16 de enero de 2016, Warner Bros. anunció planes para iniciar un universo compartido de animación basándose en los personajes de Hanna-Barbera, empezando por el reboot de Scooby Doo en el cine, un proyecto titulado ¡Scooby!, que tenía previsto su estreno en cines el 15 de mayo de 2020. Debido a la pandemia de enfermedad por coronavirus, su estreno en cines fue reemplazado por un estreno directo en servicios de streaming en Estados Unidos y Canadá.